# Les Deux Tigres
Pour plus de détails, voir Fiche technique et Distribution.
Les Deux Tigres (Le due tigri) est un film d'aventure italien sorti en 1941, réalisé par Giorgio Simonelli. C'est le seul film qui met à l'écran le roman éponyme (it) d'Emilio Salgari.

## Synopsis
La fille de Tremal-Naik a été enlevée par les thugs. Sandokan arrive de l'île de Mompracem, avec Yanez et les tigres. Grâce à l'aide de Surama, qui avait été enlevée toute petite, ils réussissent à trouver le repaire de la secte et à le détruire.

## Fiche technique
- Titre français : Les Deux Tigres[2]
- Titre original italien : Le due tigri
- Réalisation : Giorgio Simonelli
- Scénario : Andrea Di Robilant (it), Marcello Pagliero
- Genre : film d'aventure
- Musique : Umberto Gelassi, Raffaele Gervasio
- Production : Andrea Di Robilant pour SOL Film
- Photographie : Domenico Scala et Carlo Montuori (non crédité)
- Format d'image : Noir et blanc ; 1,37:1
- Montage : Duilio A. Lucarelli
- Durée : 85 min
- Décors : Alfredo Montori
- Costumes : Maria De Matteis, Gino Carlo Sensani
- Pays de production :  Royaume d'Italie
- Dates de sortie : 
  - Royaume d'Italie : 29 novembre 1941
  - France : 25 août 1948[2]

## Distribution
- Massimo Girotti : Tremal-Naik (it)
- Luigi Pavese : Sandokan (it)
- Alanova : Surama
- Sandro Ruffini : Yanez (it)
- Cesare Fantoni : Sujodana
- Virgilio Tomassini : le Manti
- Enzo Gerio : Aghur
- Giovanni Onorato : Sambigliong
- Bruno Smith : caporal de la garde
- Totò Majorana : sergent anglais
- Agnese Dubbini : femme de Sambigliong
- Amedeo Trilli : Sidar
- Arturo Bragaglia : tavernier